# William Jackson (1er baron Allerton)
Pour les articles homonymes, voir William Jackson.
William Lawies Jackson, 1er baron Allerton, (16 février 1840 - 4 avril 1917) est un homme d'affaires britannique et un homme politique conservateur.

## Biographie
Né à Otley, près de Leeds, en Angleterre, il est le fils de William Jackson, un marchand de cuir et tanneur. Il fait ses études à l'école morave.
Il reprend les affaires de son père. Sa notice nécrologique du Times indique : "Au début de sa carrière commerciale, il a consacré ses énergies au bronzage et a joué un rôle de premier plan dans l'industrie du cuir." Il est également président du Great Northern Railway.
Il est élu au Leeds Borough Council en 1859. Il entre dans la politique nationale lorsqu'il se présente sans succès à Leeds lors d'une élection partielle de 1876. Il réussit à être élu pour la même circonscription en 1880. Il passe à la circonscription nord de Leeds en 1885, et il représente cette circonscription jusqu'à ce qu'il soit élevé à la pairie en 1902. Jackson sert lors de deux périodes distinctes en tant que secrétaire financier au Trésor (1885–1886 et 1886–1891), et est créé conseiller privé le 30 juin 1890. Il est ensuite nommé Secrétaire en chef pour l'Irlande en 1891, occupant ce poste pendant un an, bien qu'il n'ait pas siégé au Cabinet . Il est maire de Leeds en 1895. Dans la liste des honneurs du couronnement de 1902, il est élevé à la pairie en tant que baron Allerton, de Chapel Allerton, dans le comté de York, le 17 juillet 1902. Il prête serment et siège à la Chambre des lords une semaine plus tard, le 21 juillet. Lord Allerton préside plusieurs institutions avant sa mort le 4 avril 1917.

## Famille
Il épouse Grace, fille de George Tempest, d'Otley, le 10 octobre 1860. Son fils aîné George lui succède comme baron Allerton. Son fils cadet Francis Stanley est joueur de cricket international et a une carrière militaire et politique. Jackson et son épouse Grace sont tous deux enterrés à l'église St Matthew, chapelle Allerton.